# Datsun 260Z
Vous pouvez aider à l'améliorer ou bien discuter des problèmes sur sa page de discussion.
- Il ne cite pas suffisamment ses sources. Vous pouvez indiquer les passages à sourcer avec {{référence nécessaire}} ou {{Référence souhaitée}}, et inclure les références utiles en les liant aux notes de bas de page. (Marqué depuis juillet 2025)
- Son texte doit être wikifié : il ne correspond pas à la mise en forme Wikipédia (style, typographie, liens internes, liens entre les wikis, etc.). (Marqué depuis juillet 2025)

- Archive Wikiwix
- Bing
- Cairn
- DuckDuckGo
- E. Universalis
- Gallica
- Google
- G. Books
- G. News
- G. Scholar
- Persée
- Qwant
- (zh) Baidu
- (ru) Yandex
- (wd) trouver des œuvres sur Wikidata

La Datsun 260Z est une automobile du constructeur automobile japonais Datsun, construite par le constructeur Nissan au Japon, de 1974 à 1978.
La 260Z a été vendue aux États-Unis uniquement pour l'année modèle 1974, mais elle était disponible dans d'autres pays jusqu'en 1978 (à l'exception du Japon, où ce modèle n'a jamais été régulièrement disponible, sauf à Okinawa). Le moteur a été agrandi à 2,6L en allongeant sa course, ce qui a donné naissance au nouveau code de modèle RS30. Aux États-Unis, les réglementations fédérales sur les émissions ont contraint à réduire l'avance à l'allumage et le taux de compression, ce qui a entraîné une puissance plus faible de 140 ch SAE net pour la 260Z malgré la cylindrée supplémentaire, tandis que dans d'autres pays, la puissance est passée à 164 ch. Il y avait aussi un modèle 1974.5 vendu pendant la seconde moitié de 1974 aux États-Unis, qui offrait les 164 ch en plus des pare-chocs de sécurité de 5 mph plus grands, qui deviendraient la norme pour la 280Z. 
Une transmission manuelle à quatre ou cinq vitesses est restée l'équipement standard, avec une transmission automatique à trois vitesses en option.

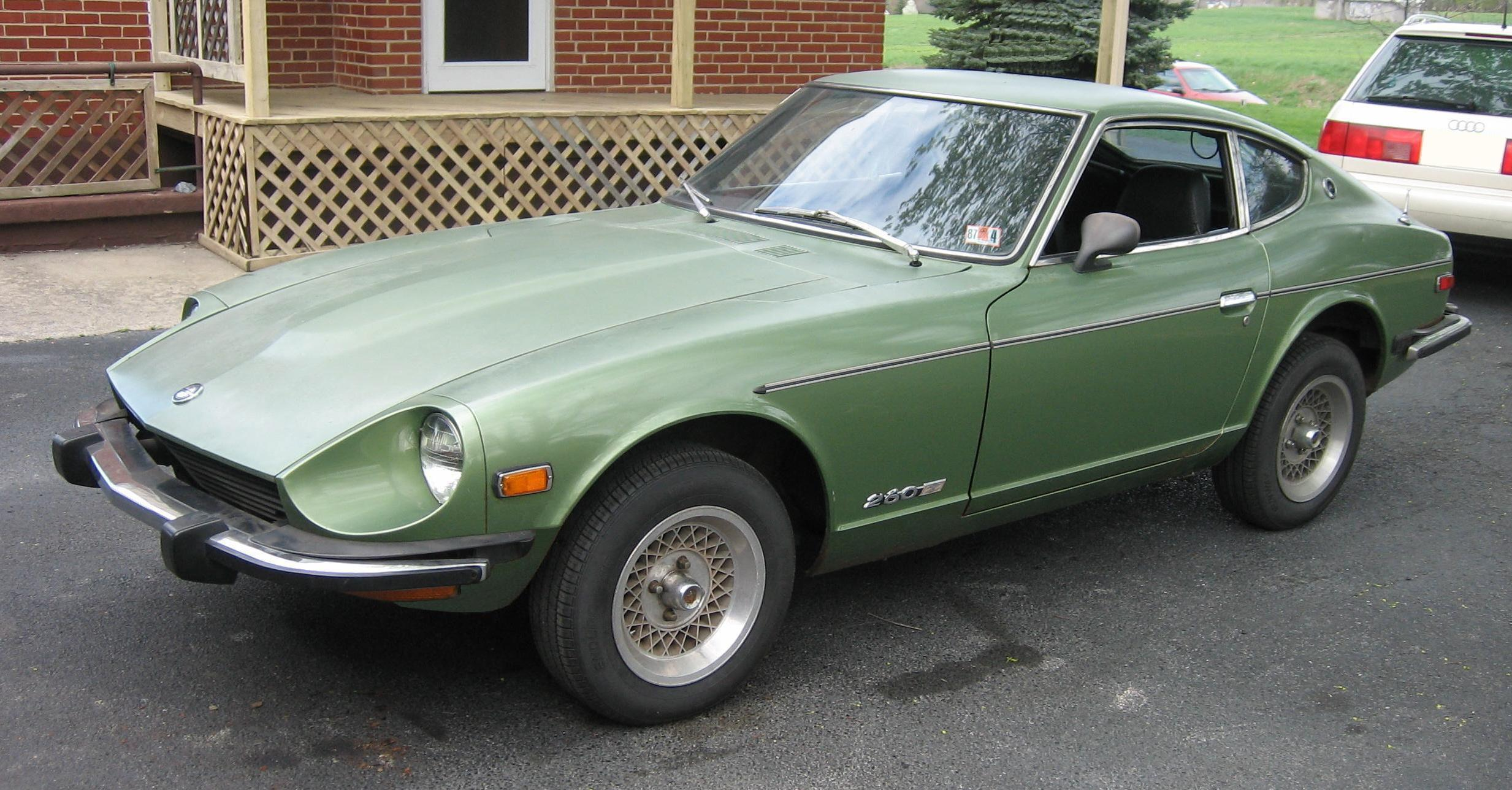
Datsun 260Z (USA).

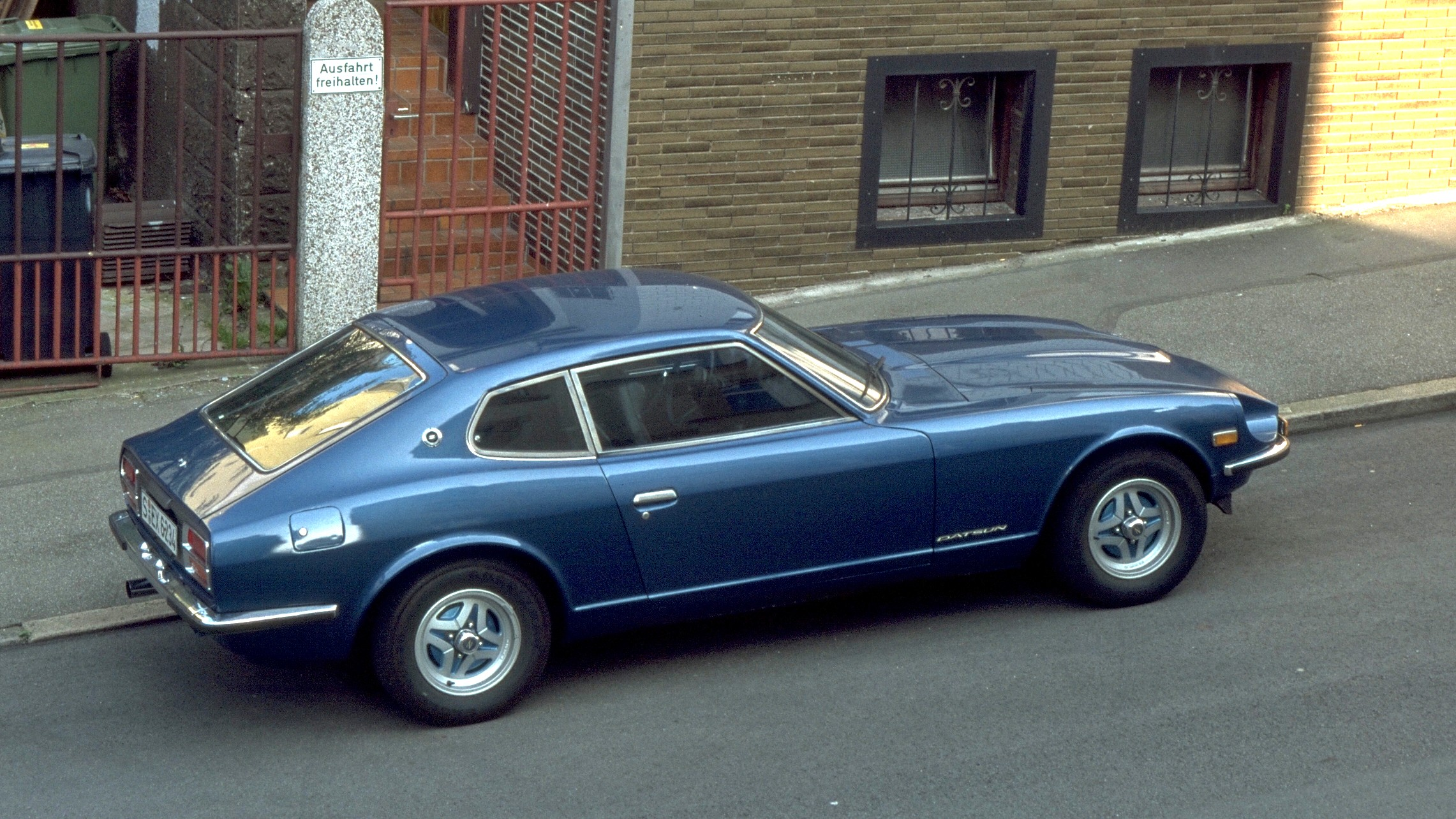
Datsun 260Z 2+2 (Europe).

Un modèle 2+2 construit sur un empattement allongé de 300 mm a été introduit, avec des fenêtres de quart de panneau d'ouverture plus grandes et une ligne de toit légèrement échancrée. Le modèle 2+2 avait l'air largement identique à l'intérieur (à l'exception du siège arrière et de ses enrouleurs de ceinture de sécurité associés), mais recevait un tunnel de transmission moquetté plutôt que le matériau en vinyle matelassé utilisé sur le modèle deux places. Les fenêtres latérales arrière du modèle 2+2 étaient des unités à poussée pour ajouter de la ventilation aux passagers arrière.
La 260Z revendiquait quelques mises à jour et améliorations par rapport à la 240Z. Les commandes de climatisation étaient disposées de manière plus logique et plus faciles à utiliser, et les voitures équipées de la climatisation avaient désormais le système de climatisation intégré au panneau de commande principal de la climatisation. La rigidité du châssis a également été renforcée grâce à une refonte des longerons du châssis, qui étaient plus larges et s'étendaient plus en arrière que les modèles précédents. Une barre antiroulis arrière a également été ajoutée. La 260Z a introduit un tableau de bord et une console redessinés, ainsi qu'une nouvelle garniture de siège et de panneaux de portière pour l'intérieur. Les feux arrière ont été mis à jour, déplaçant les feux de recul du boîtier principal des feux arrière vers le panneau arrière. Les premiers modèles 260Z américains de 1974 avaient des pare-chocs qui ressemblaient à ceux de la précédente 240Z, bien que légèrement plus grands, éloignés de la carrosserie et munis de pare-chocs en caoutchouc noir plutôt que des pare-chocs chromés avec des bandes de caoutchouc précédentes. Ces premières voitures avaient toujours les clignotants avant situés sous les pare-chocs. Les modèles 260Z américains de fin 1974 (souvent appelés modèles 1974.5) arboraient les pare-chocs plus lourds qui resteraient sur les modèles des années 1975-76 de la 280Z afin de se conformer aux réglementations américaines sur les pare-chocs en 1973. Ces voitures plus récentes avaient les clignotants avant déplacés vers les bords extérieurs de la grille avant, au-dessus du pare-chocs.
Spécifications :
- Moteur : Nissan L26 6 cylindes en ligne de 2,6 L, bloc en fonte, culasse en alliage, deux soupapes par cylindre, vilebrequin à sept paliers, simple arbre à cames en tête
  - Cylindrée : 2565 cc
  - Alésage : 83,0 mm
  - Course : 79,0 mm
  - Taux de compression : 8,8:1
- Système d'alimentation en carburant : Pompe à carburant mécanique, deux carburateurs Hitachi HMB 46W de type SU de 44,4 mm
- Puissance : 164 chevaux (121 kW) à 5 600 tr/min ; 140 chevaux (103 kW) à 5 200 tr/min
- Couple : 213 Nm à 4 400 tr/min ; 186 Nm à 4 400 tr/min
- Transmission : manuelle à cinq ou quatre vitesses ou automatique à trois vitesses
- Freins :
  - Avant : disques de 271 mm à l'avant
  - Arrière : tambours de 228 mm x 40 mm à l'arrière, assistés par servo
    - Surface balayée totale : 2540 cm
- Suspension :
  - Avant : Indépendante avec des MacPherson[2], des triangles inférieurs, des ressorts hélicoïdaux, des amortisseurs télescopiques, une barre antiroulis
  - Arrière : Indépendante avec des MacPherson, des triangles inférieurs, des ressorts hélicoïdaux, des amortisseurs télescopiques
- Direction : crémaillère, 2,8 tours de butée à butée
- Roues/pneus : Roues en acier embouti de 5,5 x 14 pouces avec pneus radiaux 195VR14
- Vitesse maximale : 204 km/h
- 0 à 100 km/h : 8,0 s
- Consommation de carburant : de 8 à 12 L/100km
- Huile moteur (carter) : 5,1 L
- Poids à vide : 1295 kg (modèle 2+2 automatique)